# Johann Pinggera

Johann Pinggera (um 1900)

Johann Pinggera (auch Hans Pinggera; * 15. Oktober 1837 in Sulden; † 24. August 1916 ebenda) war ein Südtiroler Bergführer, der durch zahlreiche Erstbesteigungen und Erstbegehungen vor allem in den Ortler-Alpen bekannt wurde.

## Leben
Pinggera übte zuerst den Beruf eines Bauern und Holzarbeiters in Außersulden aus, bevor er bald schon zum beliebtesten Bergführer der Ortler-Alpen wurde. Insbesondere in den Jahren 1865 bis 1881 erschloss er hier viele neue Routen und verhalf dem Suldener Bergführerwesen, das noch kurz zuvor als kaum entwickelt gegolten hatte, zu einem hervorragenden Ruf. Besonders bekannt wurde er durch seine Unternehmungen mit Julius Payer, der die Ortler-Alpen kartographisch erfasste. Pinggera unterstützte ihn dabei trotz geringer Entlohnung aus Engagement für die Wissenschaft. Hierfür wurde er 1902 vom Österreichischen Alpenklub geehrt, und zu diesem Zweck von Albert Salomon Anselm von Rothschild nach Wien eingeladen. Ansonsten verreiste er kaum, die geplante Teilnahme an der Zweiten Deutschen Nordpolar-Expedition mit Payer 1869 kam nicht zustande, da Pinggera schon in Bozen aufgrund von Heimweh wieder umkehrte. Pinggera war verheiratet und hatte sieben Kinder; seine Söhne Hans und Franz waren ebenfalls bekannte Berg- und Skiführer. Im Jahr 1881 kaufte Pinggera den Gampenhof, den hintersten Hof im Talschluss von Innersulden. In seinen letzten Lebensjahren erblindete er, was auch auf die langen Aufenthalte im Eis ohne das Tragen einer Gletscherbrille zurückgeführt wird.

## Alpinistische Leistungen
1865 erreichte Pinggera mit Johann August Edmund Mojsisovics von Mojsvár erstmals den Ortler von Sulden aus über den Standort der heutigen Payerhütte, etwas später fand er mit Julius Payer eine Variante dieses Anstiegs, die heute als Normalweg zum Ortler gilt. Weitere Erstbesteigungen Pinggeras in den Ortler-Alpen waren 1865 der Monte Cevedale, die Vertainspitze und die Suldenspitze, 1866 der Monte Zebrù, die Vordere, Mittlere und Hintere Madatschspitze, der Große Eiskogel, die Tuckettspitze, die Große Schneeglocke, die Große Naglerspitze sowie die Vordere und Hintere Rotspitze, sowie 1867 der Monte Vioz, der Palòn de la Mare, der Pizzo Taviela, die Cima di Lago Lungo, die Punta Cadini, der Monte Saline, die Köllkuppe und die Veneziaspitzen. 1868 folgten der Hohe Angelus, die Schildspitze, die Hintere Eggenspitze und die Zufrittspitze, 1870 das Schrötterhorn, 1871 die Tschenglser Hochwand und 1872 die Trafoier Eiswand und die Kreilspitze. Die meisten dieser Touren beging er mit Julius Payer. Später konnte er auch in den Stubaier, Zillertaler und Ötztaler Alpen Erstbesteigungen verbuchen, so 1872 die Liebenerspitze, Östliche Marzellspitze und den Lodner, 1874 die Schwarzwandspitze, den Schrammacher, den Mutkogel, die Innere Schwarze Schneide und die Petersenspitze. Bei etlichen Erstbesteigungen führte er den Prager Alpinisten Victor Hecht.
Weiterhin führte er unter anderem Julius Meurer, Alfred von Pallavicini und Josef Anton Specht. Unter seinen Erstbegehungen sind noch der Lange Suldengrat und die Nordostwand der Königspitze zu erwähnen.